# 2641 Ліпшюц
2641 Ліпшюц (2641 Lipschutz) — астероїд головного поясу, відкритий 4 квітня 1949 року.
Тіссеранів параметр щодо Юпітера — 3,511.